# 79e régiment d'infanterie (France)
Pour les articles homonymes, voir 79e régiment.
Le 79e régiment d'infanterie (79e RI) est un régiment d'infanterie de l'Armée de terre française, à double héritage, créé sous la Révolution à partir du régiment de Boulonnais, un régiment français d'Ancien Régime, et recréé en 1854 à partir du 4e régiment d'infanterie légère, anciennement les Chasseurs corses.

## Création et différentes dénominations
Le 79e régiment d’infanterie a la particularité, comme tous les régiments d’infanterie portant un numéro entre le 76e et le 99e, d’être l'héritier des traditions de deux régiments : le 79e régiment d'infanterie de ligne et le 4e régiment d'infanterie légère.
- 1er janvier 1791 : à la Révolution, tous les régiments prennent un nom composé du nom de leur arme avec un numéro d'ordre donné selon leur ancienneté. Le régiment de Boulonnais devient le 79e régiment d'infanterie de ligne (ci-devant Boulonnais)
- 16 février 1796 : amalgamé il prend le nom de 79e demi-brigade de première formation
- 25 janvier 1797 : reformé en tant que 79e demi-brigade de deuxième formation
- 24 septembre 1803 : renommé 79e régiment d'infanterie de ligne
- 16 juillet 1815 : comme l'ensemble de l'armée napoléonienne, il est licencié à la Seconde Restauration.
- 1820 : Lors de la réorganisation des corps d'infanterie français en 1820, le 79e régiment d'infanterie de ligne n'est pas créé et le no 79 disparait jusqu'en 1854.
- En 1854, l'infanterie légère est transformée, et ses régiments sont convertis en unités d'infanterie de ligne, prenant les numéros de 76 à 100. Le 4e régiment d'infanterie légère prend le nom de 79e régiment d'infanterie de ligne.
- 15 janvier 1871 : formation du 79e régiment de marche à Bordeaux, à partir d’éléments des 13e, 14e, 23e, 26e, 30e, 38e, 46e, 54e, 55e, 60e, 61e, 79e, 80e, 88e et 98e régiments de ligne.
- 4 septembre 1871 : fusion du 79e de marche et des restes du 79e de ligne.
- recréation du régiment en 1874.
- 1922 : dissolution
- 1939 : recréé comme 79e régiment d’infanterie de forteresse
- 1940 : dissolution
- 1964 : création de la 1re compagnie du 79e régiment d’infanterie à partir de la 1re compagnie subdivisionnaire de Meurthe et Moselle
- 1966 : devient compagnie divisionnaire 61
- 1978 : création du 79e régiment d’infanterie divisionnaire
- 1979 : dissolution

## Colonels/Chef de brigade
- 1788 : colonel Antoine Louis François de Béziade (1759-1811), comte d'Avaray
- 25 juillet 1791: colonel François Joseph Thorillon du Bourg de Vacherolles
- 12 juillet 1792 : colonel Nicolas Roque dit La Roque (*)
- 24 septembre 1809 : colonel Louis Gay (*)
- Septembre 1854 - août 1860 : colonel François Grenier[1]
- 25 décembre 1867 - 22 septembre 1870 : colonel Antoine Aubin Bressolles (*)
- avril 1902 à mars 1905 : Colonel Eugène Berthelet ;
- 26 décembre 1905 - ? : colonel Jean François Alphonse Lecomte ;
- avril 1908 à mars 1913 : colonel Auguste Clément Gérôme.
- mars 1913 à décembre 1914 : colonel Ernest Jean Aimé (*)
- août à novembre 1915 : lieutenant-colonel Victor Pétin (ro) (*)
- novembre 1915 à 1916 : lieutenant-colonel Louis Émile Mangin (*)
- 1916 à 1917 : lieutenant-colonel Rousseau
- 1917 à 1921 : lieutenant-colonel puis colonel Henri François Gustave Margot

(*) : officier devenu général

## Historique des garnisons, combats et batailles du79eRI

### Ancien Régime
- Guerre de la Ligue d'Augsbourg :
  - 1694 : bataille de La Marsaille
  - 1697 : siège d'Ath

- Guerre de Succession d'Espagne :
  - 1704 : bataille de Höchstädt
  - 1708 : bataille de Malplaquet
  - 1712 : sièges de Denain, Douai, Landau

- fin 1720 et 1721 : en Provence pour garder la ligne du Jabron et contenir l’épidémie de peste[2].

- 1746 : siège de Mons
- 1747 : col de l’Assiette, en Provence

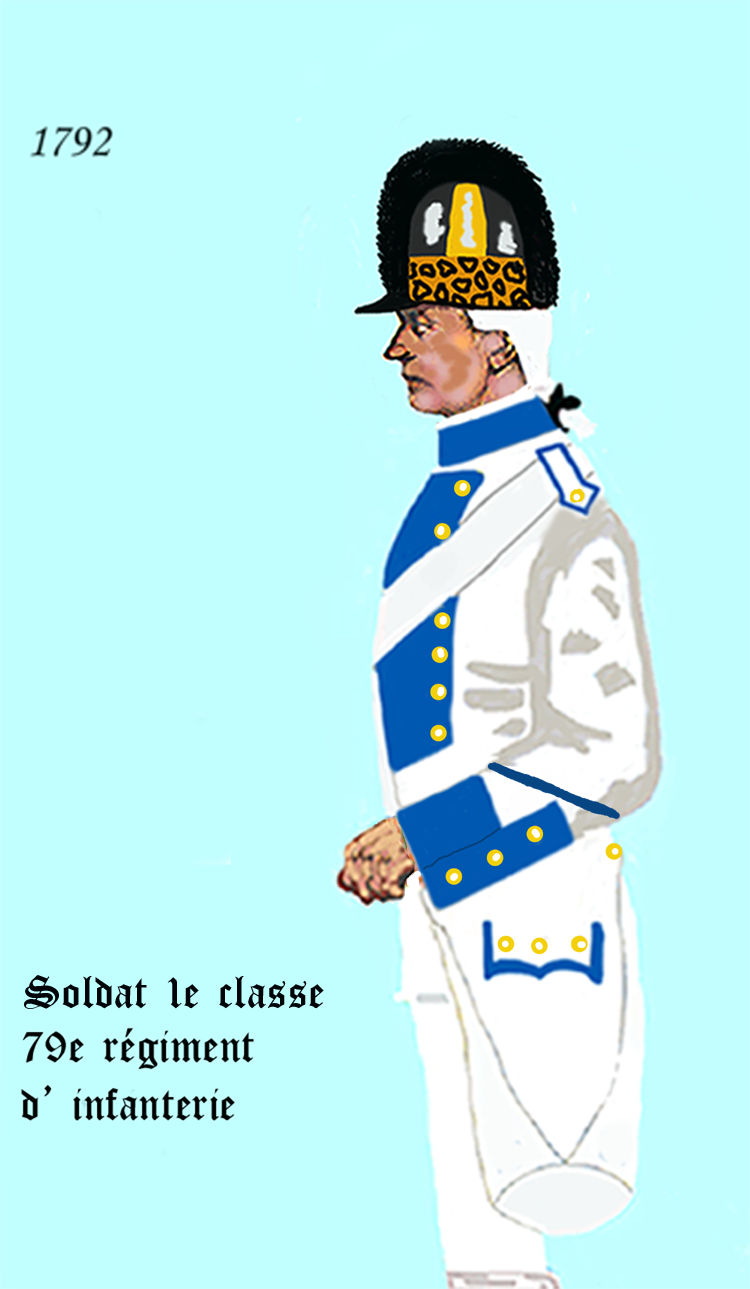
Uniforme par décret d'application de 15 janvier 1792.

- 1758 : bataille de Saint-Cast
- 1790 : garnison à Strasbourg

### Guerres de la Révolution et de l'Empire
- Drapeau du 1er bataillon du 79e régiment d'infanterie de ligne de 1791 à 1793.
- Drapeau du 2e bataillon du 79e régiment d'infanterie de ligne de 1791 à 1793.

- 1791 :
  - occupation du Comtat Venaissin
- 1793 : 
  - Guerre du Roussillon
    - Bataille de Peyrestortes

  - Armée des Alpes
- An VI
  - Armée de Rhin-et-Moselle
- 1798 : Armée d'Orient, Campagne d'Égypte
  - Bataille des Pyramides
  - Siège de Corfou
- 1805 :
  - 30 octobre : Bataille de Caldiero

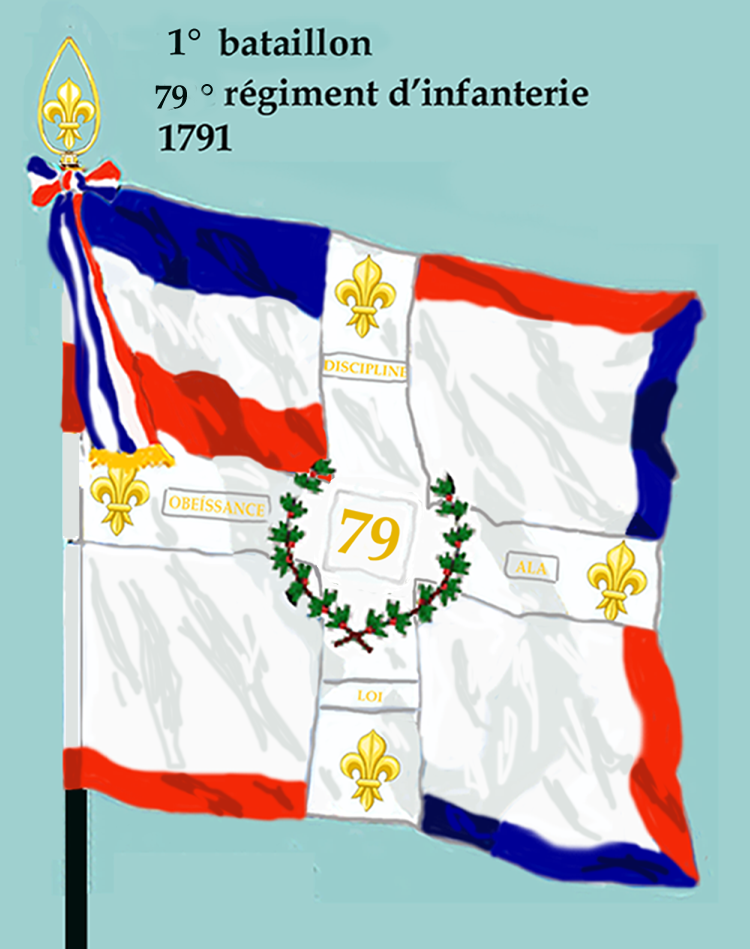
Drapeau du 1er bataillon du d'infanterie de ligne de 1791 à 1793.
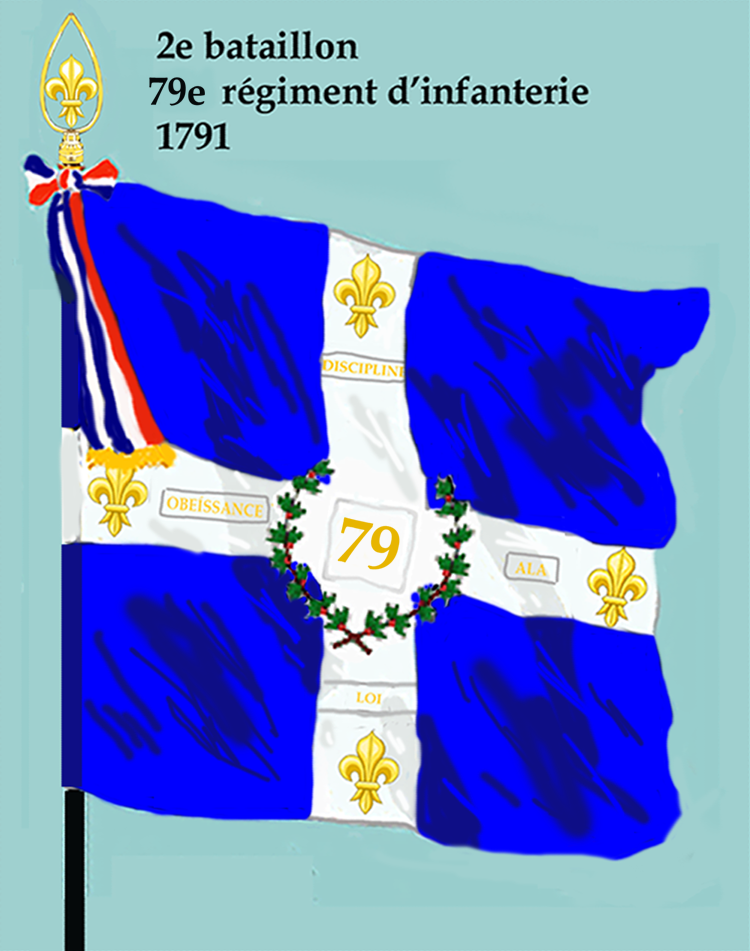
Drapeau du 2e bataillon du d'infanterie de ligne de 1791 à 1793.

- 1806 : Campagne de Prusse et de Pologne
  - 14 octobre : Bataille d'Iéna
- 1807 :
  - 14 juin : Bataille de Friedland
- 1808 : Armée de Portugal - Guerre d'indépendance espagnole
- 1813 : Campagne d'Allemagne
  - 16-19 octobre : Bataille de Leipzig
- 1814 : Guerre d'indépendance espagnole
  - 27 février 1814 : bataille d'Orthez

Le 30 janvier 1814, le 6e bataillon du 79e régiment d'infanterie est mis sur pied à Nîmes, et comprend 19 officiers, 79 sous-officiers et caporaux et 664 conscrits. Avec une instruction et un équipement incomplets, la division de réserve de Nîmes est envoyée en renfort à Lyon. Informé de l'état pitoyable de cette division, le maréchal Augereau donne l'ordre de les arrêter à Vienne et les confie au général Bardet qui parvient à les amener tous à Lyon, assez mal organisés pour le 18 février.
En 1815 le régiment est dissous.

### Second Empire
- 1851 : lors du coup d’État de Napoléon III, c’est un soldat du 4e léger qui tue le député Baudin sur une barricade du faubourg Saint-Antoine, à Paris[5].

Le décret du 24 octobre 1854 réorganise les régiments d'infanterie légère les corps de l'armée française. À cet effet le 4e régiment d'infanterie légère prend le numéro 79 et devient le 79e régiment d'infanterie de ligne.
- 1855 : Siège de Sébastopol, combat à la redoute du Clocheton[4]

- Par décret du 2 mai 1859 le 79e régiment d'infanterie fourni 1 compagnie pour former le 102e régiment d'infanterie de ligne.

- Dans le cadre de la guerre franco-allemande, au 17 août 1870, le 79e régiment d'infanterie fait partie de l'armée de Châlons.

Avec le 58e régiment d'infanterie du Cel Dulyon de Rochefort, le 79e forme la 2e brigade aux ordres du général de Villeneuve. Cette 2e brigade avec la 1re brigade du général Cambriels, deux batteries de 4 et une de mitrailleuses, une compagnie du génie constituent la 1re division d'infanterie commandée par le général de division Granchamp. Cette division d'infanterie évolue au sein du 12e corps d’armée ayant pour commandant en chef le général de division Lebrun.
- 23 au 26 août 1870 - Marche vers l'est.
- 29 août 1870 - Passage de la Meuse à Mouzon. Bataille de Beaumont.
- 31 août 1870 - Bataille de Sedan

### 1871 à 1914
- - 1870 : disparition des trois bataillons du régiment au siège de Sedan, le dépôt du régiment continue de former de nouvelles compagnies qui fusionnent dans des régiments de marche
- janvier 1871 : le 79e de marche, formé par les dépôts d'autres régiments, est dirigé sur la Loire mais ne combat pas.
- mars-mai 1871 : Siège de Paris

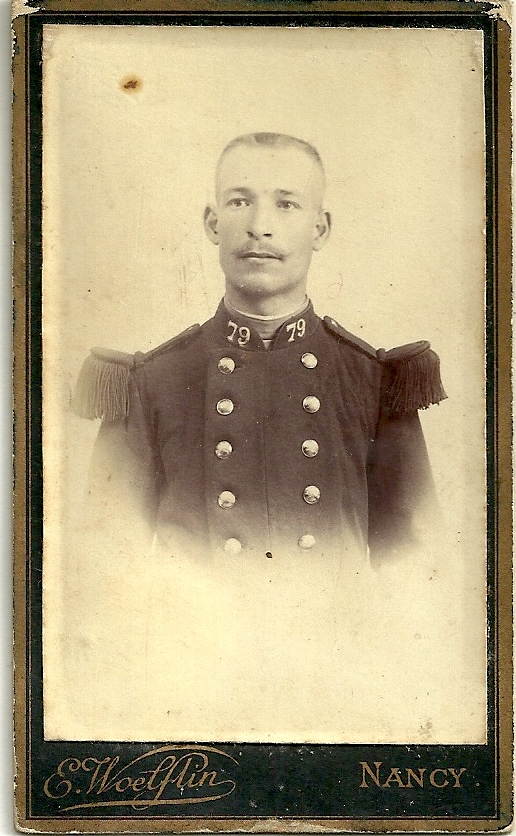
Un soldat du avant 1914.

De 1872 à 1879, le régiment est en garnison à Reims[réf. souhaitée]. Il prend garnison à Neufchâteau en 1879 puis à Nancy (caserne Molitor) à partir du 18 septembre 1887.

### Première Guerre mondiale

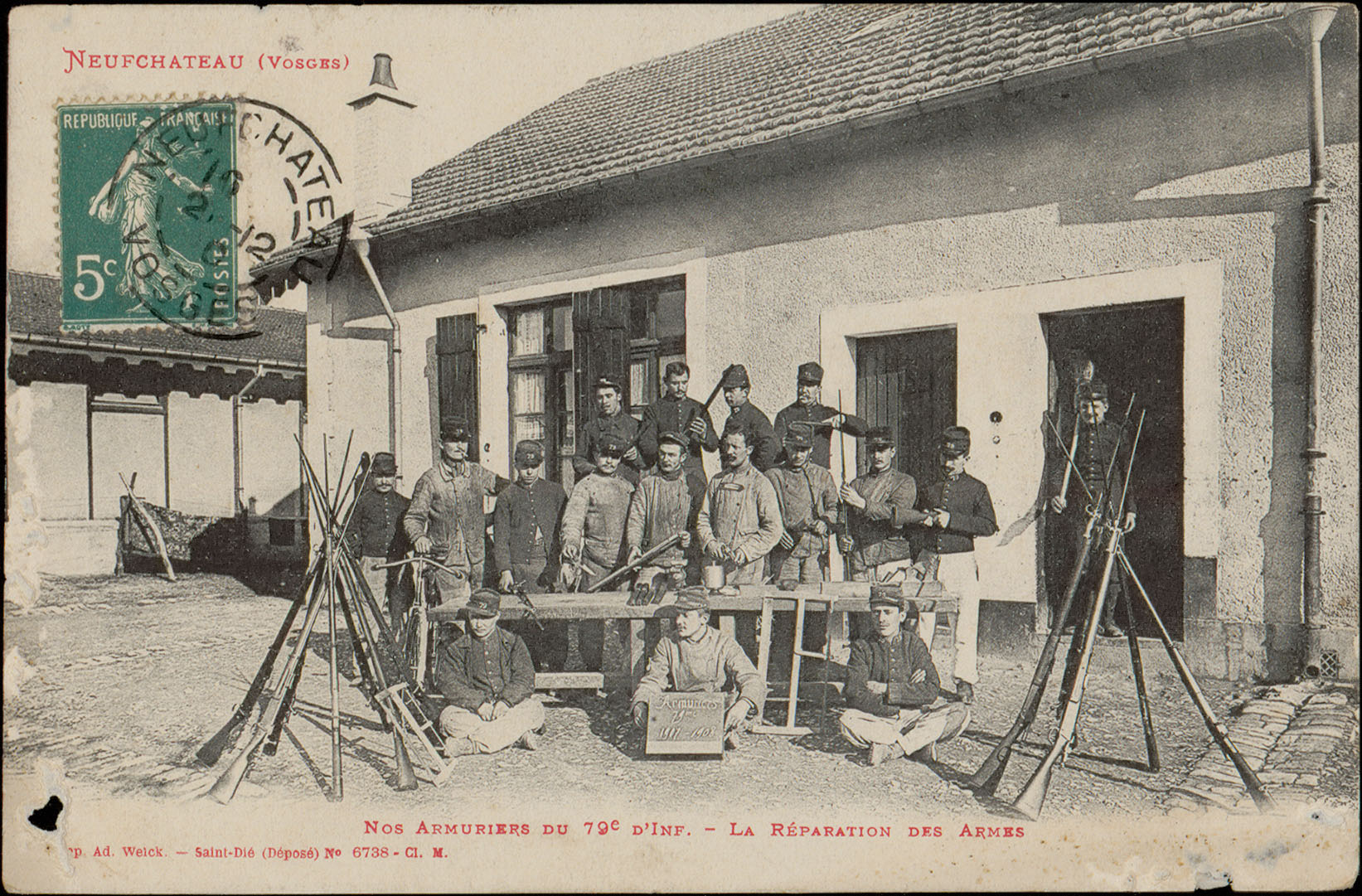
Les armuriers du 79e RI réparant leurs armes dans leur caserne de Neufchâteau (fonds photographique Weick).

Casernement en 1914 : Nancy ; Neufchâteau ; 22e brigade d'infanterie ; 11e division d'infanterie ; 20e corps d'armée.
Rattachements:
- 11e division d’infanterie d'août 1914 à décembre 1916 puis à la 168e division d'infanterie jusqu'en novembre 1918.

#### 1914
- Bataille de Lorraine
- Bataille de Morhange
- Course à la mer
- Bataille des Flandres

#### 1915
- Bataille de l'Artois
- 25 septembre-6 octobre : seconde bataille de Champagne

#### 1916
- Bataille de Verdun
- Bataille de la Somme

#### 1917
- Bataille du Chemin des Dames

#### 1918
- Bataille de la Lys (1918)
- Bataille de l'Aisne (1918)

Les 279e RI et 52e RIT sont issus du 79e RI. Le 79e RI a 5 886 morts durant le conflit, soit environ deux fois son effectif initial.

### Entre-deux-guerres
Revenu à Nancy en 1919, il part ensuite occuper le territoire du bassin de la Sarre. Le régiment est dissous le 1er mars 1922.

### Seconde Guerre mondiale

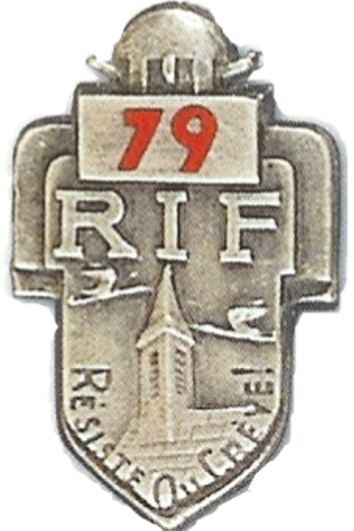
Insigne du 79e RIF (1939)

Le 79e revoit le jour le 22 août 1939 comme régiment d'infanterie de forteresse et est affecté au secteur fortifié de Haguenau où les éléments des ouvrages ne se rendent, invaincus, qu'après l'armistice, alors que les 2/3 du régiment se battent bravement à Remiremont, Luxeuil et Faucogney, avant de se rendre avec les autres troupes de l'Est encerclées par les Allemands.
Le 79e RIF comprenait un corps franc dont faisait partie Marcel Bigeard.

### Après 1945
Le 29 septembre 1964, est créée la 1re compagnie du 79e régiment d’infanterie, par renommage de la 1re compagnie subdivisionnaire de Meurthe et Moselle. Cette compagnie devient l'unité d'active du 79e régiment d'infanterie destiné à être mis sur pied en cas de mobilisation. Le 1er juillet 1966, la 1re compagnie du 79e régiment d’infanterie est renommée compagnie divisionnaire 61 (dissoute en 1977).
Le régiment renaît le 1er août 1978 sous le nom de 79e régiment d’infanterie divisionnaire, subordonné à la 61e division militaire territoriale. Il est dissous le 14 juillet 1979 bien que sa formation reste prévue en cas de mobilisation.

## Traditions

### Drapeau
Il porte, cousues en lettres d'or dans ses plis, les inscriptions suivantes :
- Les Pyramides 1798
- Caldiero 1805
- Friedland 1807
- Sébastopol 1855
- Flandre 1914-1915
- Champagne 1915
- Verdun 1916

### Décorations
Sa cravate est décorée de la croix de guerre 1914-1918 avec deux citations à l'ordre de l'armée, trois citations à l'ordre du corps d'armée.
Il a le droit au port de la fourragère aux couleurs du ruban de la croix de guerre 1914-1918.

## Personnalités ayant servi au79eRI
- Antoine Louis François de Béziade (1759-1811), comte puis 1er duc d'Avaray (1799), sous-lieutenant dans le régiment de La Couronne commandé par son père en 1774, y fut nommé capitaine en 1777, colonel en second du régiment de Boulonnais (1782, il le commanda en chef, en 1788, au camp de Saint-Omer), capitaine des gardes de Monsieur, maréchal de camp en 1795, et capitaine de la compagnie écossaise des gardes du corps du Roi en 1796.
- 1786 : Général Jean Pierre François Bonet en tant que soldat.
- 1896-1897 : Jean Lescoffier et René d'Avril (1875-1966), poète et journaliste.
- 1905 : général de division Paul Maistre en tant que lieutenant colonel.
- 1914 : Paul Charlemagne (1892-1972), artiste peintre.
- 1939 - 1940 : Général Bigeard, rappelé sous les drapeaux en 1939 au 79e RIF, avec le grade de sergent, avant d'être fait prisonnier en juin 1940.
- Général de brigade Henri-Joseph Thüring de Ryss : librettiste et auteur dramatique français. Le 25 avril 1800, il commande une brigade de la 4e division d’infanterie de l’armée du Rhin. Il participe à la bataille de Moesskirch les 4 et 5 mai 1800 et est réformé le 29 septembre 1800, à cause de ses blessures.
- 1939 - 1940 : Adjudant-chef Charles Hausberger, rattaché au 79e RIF en tant que chef de section avec le grade d'adjudant.

## Sources et bibliographie
- Recueil d'Historiques de l'Infanterie Française, Général Andolenko, Eurimprim 1969.
- Clerc, Léon Jean Baptiste: Historique de 79e régiment d'infanterie, Berger-Levrault, Paris Nancy, 1896, Online, chez Bibliothèque du Congrès
- 79e régiment d'infanterie. 1914-1918, Nancy, Impr. Royer, 48 p., lire en ligne sur Gallica.